# Възнесение Господне (Ясиня)
Възнесението Господне или Струковската църква (на украински: Церква Вознесіння Господнього, Струківська церква) е една от дървените църкви в Гуцулия, разположена в село Ясиня, Раховски район на Закарпатската област, Украйна. На 21 юни 2013 г., на 37-ото заседание на Комитета за световното наследство на ЮНЕСКО, проведено в Камбоджа, храмът, заедно с други дървени църкви в района на Карпатите, е включен в списъка на световното наследство на ЮНЕСКО.
Построена през 1824 г. в кръстовидна форма с купол над централната част на наоса. Запазени са старият иконостас и хоругвите от XIX век. До църквата има старо гробище и камбанария, построена през 1813 година. Службите в храма се извършват от Украинската православна църква (Московска патриаршия) и Русинската гръкокатолическа църква.